# Saison 2010 des Fighting Irish de Notre Dame
Chronologie
Précédent Suivant
La saison 2010 du Fighting Irish de Notre Dame est le bilan de l'équipe de football américain du Fighting Irish de Notre Dame qui représente l'Université de Notre-Dame-du-Lac dans le Championnat NCAA de football américain 2010 du FBS organisé par la NCAA et ce en tant qu'équipe indépendante.
Elle joue ses matchs à domicile au Notre Dame Stadium et est dirigée pour la première saison par l'entraîneur Brian Kelly.

## L'avant-saison

### Saison 2009
L'équipe de 2009 termine la saison régulière avec un bilan de 6 victoires et 6 défaites. Bien qu'étant éligibles pour un bowl, la direction décline l'invitation à y participer. Notre Dame ne participe donc pas à un bowl d'après-saison en 2009.

### Draft 2010 de la NFL
Les joueurs suivants de Notre Dame ont été sélectionnés lors de la draft 2010 de la NFL :
| Tours | Choix numéro | Joueurs       | Postes | Équipes                 |
| ----- | ------------ | ------------- | ------ | ----------------------- |
| 2     | 48           | Jimmy Clausen | QB     | Panthers de la Caroline |
| 2     | 60           | Golden Tate   | WR     | Seahawks de Seattle     |
| 6     | 179          | Sam Young     | OT     | Cowboys de Dallas       |
| 6     | 183          | Eric Olsen    | C      | Broncos de Denver       |

### Transferts sortants
Les stars de équipe, Jimmy Clausen et Golden Tate, choisissent de se présenter à la draft 2010 de la NFL alors qu'ils leur restait encore une année d'éligibilité en NCAA,.
L'équipe perd également un certain nombre de joueurs senior incluant les linemen Eric Olsen, Paul Duncan et Sam Young. On peut également relever les pertes en attaque, du running back James Aldridge ainsi que les linemen Robby Parris et George West tandis qu'en défense, ce sont les capitaines senior Kyle McCarthy et Scott Smith, les joueurs de quatrième année, Raeshon McNeil, Sergio Brown, John Ryan et Ray Herring qui ont quitté l'effectif  Les équipes spéciales perdent Mike Anello.
Le sophomore defensive back E.J Banks quitte l'équipe en août 2010 mais reste inscrit à Notre Dame.  Le 31 août, à quelques jours du match inaugural de la saison contre Purdue, le sophomore wide receiver Shaquelle Evans est libéré de l'équipe et peut intégrer celle d'UCLA. Le freshman Derek Roback quitte aussi le groupe début septembre pour jouer comme quarterback à Ohio.

### Transfert entrants
Pour sa première classe, Brian Kelly reçoit 23 engagements venant de diverses écoles des États-Unis, incluant 5 joueurs cinq-étoiles : le quarterback Tommy Rees, le wide receiver Tailer Jones, le cornerback Lo Wood, le cornerback Spencer Boyd et le safety Chris Badger. Spencer Boyd fut transféré très tôt début juin à USF  et Chris Badger par en août en Équateur au sein d'une mission Mormone pour une durée de 2 ans.  Le 2 avril 2010, Matt James décède en chutant d'un balcon d'hôtel à Panama City en Floride.

### Changements d'entraîneurs
Après la saison 2009 et son maigre bilan (6-6) très en deçà des espérances avouées en début de saison (participer à un bowl majeur du BCS), l'entraîneur principal Charlie Weis fut licencié. Brian Kelly est nommé à sa place le 10 décembre 2009. Tony Alford, entraîneur des running backs, est le seul assistant conservé de l'ancien staff.  Rob Ianello reprend le rôle d’entraîneur principal à Akron suivi également par Ron Powlus.

## L'Ėquipe

### Le Staff
| Noms          | Postes                                                     | Ancienneté à Notre Dame | Alma Mater (Année)        |
| ------------- | ---------------------------------------------------------- | ----------------------- | ------------------------- |
| Brian Kelly   | Entraîneur principal                                       | 1er                     | Assumption (1982)         |
| Bob Diaco     | Coordinateur défensif et entraîneur des Inside Linebackers | 1er                     | Iowa (1995)               |
| Charey Molnar | Coordinateur offensif et entraineur des quaterbacks        | 1er                     | Lock Haven (1984)         |
| Ed Warriner   | Entraineur de la ligne offensive                           | 1er                     | Mount Union (1984)        |
| Mike Denbrock | Entraineur des Tight Ends                                  | 1er                     | Grand Valley State (1987) |
| Tony Alford   | Entraineur des Wide Receivers                              | 1er                     | Colorado State (1992)     |
| Tim Hinton    | Entraineur des Running Backs                               | 1re                     | Wilmington (1982)         |
| Chuck Martin  | Entraineur des Defensive Backs                             | 1re                     | Millikin (1990)           |
| Mike Elston   | Entraîneur de la ligne défensive                           | 1er                     | Michigan (1998)           |
| Kerry Cooks   | Entraîneur des Outside Linebackers                         | 1er                     | Iowa (2000)               |
| Paul Longo    | Directeur du conditionnement physique                      | 1er                     | Wayne State (1981)        |

## Les résultats
Le Fighting Irish gagne 7 matchs de saison régulière et en perd 5, terminant second des équipes iIndépendantes. 
Éligibles pour disputer un bowl, l'équipe est invitée au Sun Bowl qu'elle remporte pour afficher un bilan final de 8 victoires pour 5 défaites au terme de la saison 2010.
| Saison Régulière 2010 |              |                                                                            |                  |           |              |                    |             |
| Semaines | Dates        | Stades                                                                     | Adversaires      | Résultats | Statistiques | Ranking AP/Coaches | Assistances |
| 1 | 4 septembre  | Notre Dame Stadium                                                         | Purdue           | G 23-12   | 1 - 0        | NC                 | 80.795      |
| 2 | 11 septembre | Notre Dame Stadium                                                         | Michigan         | P 24-28   | 1 - 1        | # 22/NC            | 80.795      |
| 3 | 18 septembre | Spartan Stadium (East Lansing) East Lansing, MI (Megaphone Trophy (en))    | @ Michigan State | P 31-34OT | 1 - 2        | NC                 | 78.411      |
| 4 | 25 septembre | Notre Dame Stadium                                                         | # 16 Stanford    | P 14-37   | 1 - 3        | NC                 | 80.795      |
| 5 | 2 octobre    | Alumni Stadium Chestnut Hill (Massachusetts) (Holy War (en))               | @ Boston College | G 31-13   | 2 - 3        | NC                 | 44.500      |
| 6 | 9 octobre    | Notre Dame Stadium                                                         | Pittsburgh       | G 23-17   | 3 - 3        | NC                 | 80.795      |
| 7 | 16 octobre   | Notre Dame Stadium                                                         | Western Michigan | G 44-20   | 4 - 3        | NC                 | 80.795      |
| 8 | 23 octobre   | New Meadowlands Stadium East Rutherford, New Jersey                        | @ Navy           | P 15-35   | 4 - 4        | NC                 | 75.614      |
| 9 | 30 octobre   | Notre Dame Stadium                                                         | Tulsa            | P 27-28   | 4 - 5        | NC                 | 80.795      |
| 10 | 4 novembre   | Bye Week                                                                   | Bye Week         | Bye Week  | Bye Week     | Bye Week           | Bye Week    |
| 11 | 13 novembre  | Notre Dame Stadium                                                         | # 15 Utah        | G 28-3    | 5 - 5        | NC                 | 80.795      |
| 12 | 20 novembre  | Yankee Stadium Bronx, New York (Rivalité/Shamrock Series (en))             | @ Army           | G 27-3    | 6 - 5        | NC                 | 54.251      |
| 13 | 27 novembre  | Los Angeles Memorial Coliseum Los Angeles, Californie (Jeweled Shillelagh) | @ USC            | G 20-16   | 7 - 5        | NC                 | 85.417      |
| # x indique les ranking AP (Associated Press)/Coaches de l'équipe avant le début du match - OT indique les prolongations (over-time) |              |                                                                            |                  |           |              |                    |             |
| Après-saison régulière |              |                                                                            |                  |           |              |                    |             |
| Match | Date         | Stade                                                                      | Adversaire       | Résultat  | Statistique  | Ranking AP/Coaches | Assistance  |
| Sun Bowl | 31 décembre  | Sun Bowl Stadium El Paso, Texas                                            | Miami (FL)       | G 31-17   | 8 - 5        | NC                 | 54.021      |
| Bilan de la saison : 8 victoires, 5 défaites                                                                                         |              |                                                                            |                  |           |              |                    |             |

## Classement final desIndépendants
| Classement 2010 des INDEPENDANTS |                              |   |   |   |         |               |
| Places                           | Équipes                      | G | P | N | Bowls   | Stat. Finales |
| 1                                | Midshipmen de la Navy        | 9 | 3 | 0 | P 14-35 | 9-4           |
| 2                                | Fighting Irish de Notre Dame | 7 | 5 | 0 | G 33-17 | 8-5           |
| 3                                | Black Knights de l'Army      | 6 | 6 | 0 | G 16-14 | 7-6           |

## Résumés des matchs
| - Stade : Notre Dame Stadium - Date : 4 septembre 2010 - Heures : 03:30 pm EDT - Température : 18 °C - Vent : NO 7,2 m/s - Météo : Partiellement ensoleillé - Assistance : 80.795 - Arbitre : Dave Witvoet | \| Quart-temps : \| 1 \| 2 \| 3 \| 4 \| Total \| \| -------------- \| - \| - \| - \| - \| ----- \| \| Boilermakers \| 0 \| 3 \| 0 \| 9 \| 12 \| \| Fighting Irish \| 7 \| 6 \| 7 \| 3 \| 23 \| Notes : Gamebook |   |   |   |       |
| Quart-temps : | 1 | 2 | 3 | 4 | Total |
| Boilermakers | 0 | 3 | 0 | 9 | 12    |
| Fighting Irish | 7 | 6 | 7 | 3 | 23    |

| - Stade : Notre Dame Stadium - Date : 11 septembre 2010 - Heures : 03:41 pm EDT - Température : 15 °C - Vent : S, 2,2 m/s - Météo : Nuageux, 97% d'humidité - Assistance : 80.795 - Arbitre : Todd Geerlings | \| Quart-temps : \| 1 \| 2 \| 3 \| 4 \| Total \| \| ------------------- \| -- \| - \| -- \| - \| ----- \| \| Wolverines \| 14 \| 7 \| 0 \| 7 \| 28 \| \| # 22 Fighting Irish \| 7 \| 0 \| 10 \| 7 \| 24 \| Notes : Gamebook |   |    |   |       |
| Quart-temps : | 1 | 2 | 3  | 4 | Total |
| Wolverines | 14 | 7 | 0  | 7 | 28    |
| # 22 Fighting Irish | 7 | 0 | 10 | 7 | 24    |

| - Stade : Spartan Stadium (East Lansing) - Date : 18 septembre 2010 - Heures : 08:12 pm EDT - Température : 16 °C - Vent : N, 2,2 m/s - Météo : Ciel couvert - Assistance : 78.411 - Arbitre : Jerry McGinn | \| Quart-temps : \| 1 \| 2 \| 3 \| 4 \| OT \| Total \| \| ------------------- \| - \| - \| -- \| - \| -- \| ----- \| \| Spartans \| 7 \| 0 \| 14 \| 7 \| 3 \| 34 \| \| # 25 Fighting Irish \| 0 \| 7 \| 4 \| 7 \| 6 \| 31 \| Notes : Gamebook |   |    |   |    |       |
| Quart-temps : | 1 | 2 | 3  | 4 | OT | Total |
| Spartans | 7 | 0 | 14 | 7 | 3  | 34    |
| # 25 Fighting Irish | 0 | 7 | 4  | 7 | 6  | 31    |

| - Stade : Notre Dame Stadium - Date : 25 septembre 2014 - Heures : 03:40 pm EDT - Température : 14 °C - Vent : NO, 5,8 m/s - Météo : Partiellement nuageux - Assistance : 80.795 - Arbitre : Jack Folliard | \| Quart-temps : \| 1 \| 2 \| 3 \| 4 \| Total \| \| -------------- \| -- \| - \| - \| -- \| ----- \| \| #16 Cardinal \| 10 \| 6 \| 3 \| 18 \| 37 \| \| Fighting Irish \| 3 \| 3 \| 0 \| 8 \| 14 \| Notes : Gamebook |   |   |    |       |
| Quart-temps : | 1 | 2 | 3 | 4  | Total |
| #16 Cardinal | 10 | 6 | 3 | 18 | 37    |
| Fighting Irish | 3 | 3 | 0 | 8  | 14    |

| - Stade : Alumni Stadium - Date : 2 octobre 2010 - Heures : 08:12 pm EDT - Température : 11 °C - Vent : NE, 2,2 à 4,5 m/s - Météo : Clair - Assistance : 44.500 - Arbitre : Thomas Tomczyk | \| Quart-temps : \| 1 \| 2 \| 3 \| 4 \| Total \| \| -------------- \| -- \| - \| - \| - \| ----- \| \| Eagles \| 7 \| 6 \| 0 \| 0 \| 13 \| \| Fighting Irish \| 21 \| 3 \| 7 \| 0 \| 31 \| Notes : Gamebook |   |   |   |       |
| Quart-temps : | 1 | 2 | 3 | 4 | Total |
| Eagles | 7 | 6 | 0 | 0 | 13    |
| Fighting Irish | 21 | 3 | 7 | 0 | 31    |

| - Stade : Notre Dame Stadium - Date : 9 octobre 2010 - Heures : 03:41 pm EDT - Température : 28 °C - Vent : SO, 3,1 m/s - Météo : Ensoleillé - Assistance : 80.795 - Arbitre : Jeff Maconaghy | \| Quart-temps : \| 1 \| 2 \| 3 \| 4 \| Total \| \| -------------- \| - \| -- \| - \| - \| ----- \| \| Panthers \| 3 \| 0 \| 7 \| 7 \| 17 \| \| Fighting Irish \| 7 \| 10 \| 3 \| 3 \| 23 \| Notes : Gamebook |    |   |   |       |
| Quart-temps : | 1 | 2  | 3 | 4 | Total |
| Panthers | 3 | 0  | 7 | 7 | 17    |
| Fighting Irish | 7 | 10 | 3 | 3 | 23    |

| - Stade : Notre Dame Stadium - Date : 80.795 - Heures : 02:41 pm EDT - Température : 17 °C - Vent : S, 5,8 à 10,7 m/s - Météo : Ensoleillé - Assistance : 80.795 - Arbitre : John McDaid | \| Quart-temps : \| 1 \| 2 \| 3 \| 4 \| Total \| \| -------------- \| - \| -- \| -- \| - \| ----- \| \| Broncos \| 7 \| 10 \| 0 \| 3 \| 20 \| \| Fighting Irish \| 7 \| 20 \| 14 \| 3 \| 44 \| Notes : Gamebook |    |    |   |       |
| Quart-temps : | 1 | 2  | 3  | 4 | Total |
| Broncos | 7 | 10 | 0  | 3 | 20    |
| Fighting Irish | 7 | 20 | 14 | 3 | 44    |

| - Stade : MetLife Stadium - Date : 23 octobre 2010 - Heures : 12:11 pm EDT - Température : 13 °C - Vent : O, 3,6 m/s - Météo : Doux - Assistance : 75.614 - Arbitre : Dennis Hanigan | \| Quart-temps : \| 1 \| 2 \| 3 \| 4 \| Total \| \| -------------- \| - \| -- \| -- \| - \| ----- \| \| Midshipmen \| 7 \| 14 \| 14 \| 0 \| 35 \| \| Fighting Irish \| 3 \| 7 \| 0 \| 7 \| 17 \| Notes : Gamebook |    |    |   |       |
| Quart-temps : | 1 | 2  | 3  | 4 | Total |
| Midshipmen | 7 | 14 | 14 | 0 | 35    |
| Fighting Irish | 3 | 7  | 0  | 7 | 17    |

| - Stade : Notre Dame Stadium - Date : 30 octobre 2010 - Heures : 02:40 pm EDT - Température : 14 °C - Vent : SO, 10,3 m/s - Météo : Partiellement ensoleillé - Assistance : 80.795 - Arbitre : Pat Garvey | \| Quart-temps : \| 1 \| 2 \| 3 \| 4 \| Total \| \| ---------------- \| -- \| - \| - \| - \| ----- \| \| Golden Hurricane \| 12 \| 6 \| 7 \| 3 \| 28 \| \| Fighting Irish \| 13 \| 7 \| 7 \| 0 \| 27 \| Notes : Gamebook |   |   |   |       |
| Quart-temps : | 1 | 2 | 3 | 4 | Total |
| Golden Hurricane | 12 | 6 | 7 | 3 | 28    |
| Fighting Irish | 13 | 7 | 7 | 0 | 27    |

| - Date : 4 novembre 2010 |

| - Stade : Notre Dame Stadium - Date : 13 novembre 2010 - Heures : 02:40 pm EDT - Température : 15 °C - Vent : S, 6,7 à 10,3 m/s - Météo : Légères pluies - Assistance : 80.795 - Arbitre : Scott Novak | \| Quart-temps : \| 1 \| 2 \| 3 \| 4 \| Total \| \| -------------- \| - \| - \| -- \| - \| ----- \| \| # 15 Utes \| 3 \| 0 \| 0 \| 0 \| 3 \| \| Fighting Irish \| 7 \| 7 \| 14 \| 0 \| 28 \| Notes : Gamebook |   |    |   |       |
| Quart-temps : | 1 | 2 | 3  | 4 | Total |
| # 15 Utes | 3 | 0 | 0  | 0 | 3     |
| Fighting Irish | 7 | 7 | 14 | 0 | 28    |

| - Stade : Yankee Stadium - Date : 20 novembre 2010 - Heures : 07:30 pm EDT - Température : 9 °C - Vent : 4,9 m/s, NNO - Météo : Plutôt nuageux - Assistance : 54.251 - Arbitre : John McDaid | \| Quart-temps : \| 1 \| 2 \| 3 \| 4 \| Total \| \| -------------- \| - \| -- \| -- \| - \| ----- \| \| Black Knights \| 3 \| 0 \| 0 \| 0 \| 3 \| \| Fighting Irish \| 0 \| 17 \| 10 \| 0 \| 27 \| Notes : Gamebook |    |    |   |       |
| Quart-temps : | 1 | 2  | 3  | 4 | Total |
| Black Knights | 3 | 0  | 0  | 0 | 3     |
| Fighting Irish | 0 | 17 | 10 | 0 | 27    |

| - Stade : Los Angeles Memorial Coliseum - Date : 27 novembre 2010 - Heures : 05:13 pm EDT - Température : 13 °C - Vent : 1,3 m/s, SSO - Météo : Doux - Assistance : 85.417 - Arbitre : Dennis Hennigan | \| Quart-temps : \| 1 \| 2 \| 3 \| 4 \| Total \| \| -------------- \| - \| -- \| -- \| - \| ----- \| \| Trojans \| 3 \| 0 \| 10 \| 3 \| 16 \| \| Fighting Irish \| 0 \| 13 \| 0 \| 7 \| 20 \| Notes : Gamebook |    |    |   |       |
| Quart-temps : | 1 | 2  | 3  | 4 | Total |
| Trojans | 3 | 0  | 10 | 3 | 16    |
| Fighting Irish | 0 | 13 | 0  | 7 | 20    |

## Sun Bowl 2010
À l'issue de la saison régulière 2010, le Fighting Irish est éligibles pour disputer un bowl et accepte l'invitation à rencontrer, le 31 décembre 2010, l'équipe issue de l'Atlantic Coast Conference, les Hurricanes de Miami. Ils se rencontreront lors du 76e Sun Bowl.
Le match se déroule au Sun Bowl Stadium à El Paso, dans le Texas et est retransmis par CBS. Le sponsor principal est la société Hyundai. Le directeur exécutif du bowl est Bernie Olivas.
Notre Dame et Miami ont au terme de la saison régulière un bilan identique de 7 victoires pour 5 défaites. 
Miami se base sur une très bonne défense (en fin de saison régulière, ils étaient classés au niveau national, 2e pour la défense contre la passe, 6e en nombre de sacks et 1er en nombre de tackles ayant entraîné la perte du ballon).
Il s'agit du 24e match entre ces deux équipes. Notre Dame mène les statistiques avec 15 victoires, 7 défaites et 1 nul. L'équipe de Miami est donnée favorite à 3 contre 1. 
Leur dernière rencontre a eu lieu en 1990 et a vu la victoire de Notre Dame sur le score de 29 à 20.
Il s'agit de la 1re apparition des 2 équipes au Sun Bowl et il s'agit de leur 1er rencontre lors d'un bowl d'après-saison.
Le match est sold-out en 21 heures et le nombre de spectateurs (54 021) constitue un record pour le Sun Bowl malgré une température inférieure à 0 °C.
Le QB Tommy Rees (201 yards) y réussit 2 TD à la passe (3 et 34 yards) vers son WR Michael Floyd. Le Fighting Irish atteint la end-zone à trois reprises au cours de leurs 4 premières possessions de balle. Un troisième TD est inscrit par le RB Cierre Wood (course de 34 yards). À cela s'ajoutent 3 field goal (40, 50 et 19 yards) par le kicker David Ruffer. La défense de Notre Dame n'est pas en reste puisqu'elle réussit 4 interceptions, 1 sack et 2 tackles avec perte du ballon par le QB adverse Jacory Harris. Celui-ci est d'ailleurs remplacé par QB Stephen Morris. Il réussit 2 TD (passes de 6 et 42 yards) mais la réaction est trop tardive. QB Rees réussit encore quelques premier down mangeant l'horloge jusqu'à la fin du match.
À la suite de ses deux TD réussis, WR Michael Floyd atteint le record de 28 TD en carrière, dépassant ainsi les joueurs recordmen de Notre Dame, Jeff Samardzija et Golden Tate.
Le senior safety Harrison Smith, avec ses 3 interceptions en première mi-temps, égale le record du Sun Bowl.
En gagnant, l'entraineur Brian Kelly devient le premier entraîneur des Fighting Irish à gagner un bowl lors de sa première saison (à noter que Notre Dame, de sa propre initiative, ne participait pas aux bowls entre 1925 et 1968). 